# 波蒂克 (特諾皮爾州)
49°30′42″N 25°2′4″E / 49.51167°N 25.03444°E
波蒂克（羅馬化：Potik）是烏克蘭的村落，位於該國西部捷爾諾波爾州，由捷尔诺波尔区負責管轄，面積0.38平方公里，2001年人口582，人口密度每平方公里1,552人。